# Fast Times at Barrington High
Fast Times at Barrington High é o terceiro álbum de estúdio da banda americana de Pop/punk, lançado dia 19 de agosto de 2008. Foi produzido por S*M*A and Sluggo.
O título refere-se à grande escola de William Beckett e Adam Siska na qual fizeram uma peça de teatro sobre o título do filme de 1982 "Fast Times At Ridgemont High". A foto do álbum foi tirada pela irmã de William Beckett, Courtney Beckett e mostra William sentado no sofá com Naomi, uma amiga da banda.
O primeiro single do álbum, "About A Girl" foi lançado em 15 de julho de 2008. Incluindo colaboradores como:
Andrew McMahon de Jack's Mannequim; Gabe Saporta, Ryland Blackinton e Alex Suarez do Cobra Starship; e Mason Musso do Metro Station.

## Promoção
A banda realizou um concurso para liberar novas faixas do álbum, endereços de e-mail foram escritos em uma página fora do site na página principal e 8 vencedores foram seleccionados aleatoriamente para receber uma música fora do álbum e também uma chamada a partir da faixa livre e de uma cópia assinada do Fast Times. Os vencedores da competição foram incentivados a postar as músicas através da Internet e o vencedor com a canção mais escutada receberá um prêmio especial desconhecido.
Até agora, faixas como, "Crowded Room", "Coppertone", "After the Last Midtown Show", "Paper Chase" e "One More Weekend" podem ser compartilhadas. "Beware! Cougar!", "The Test" e "Automatic Eyes, também podem ser compartilhadas.
No entanto, estas canções foram divulgados, apesar de não serem compartilhados online. As pessoas eram capazes de decifrar o código sobre os widgets e ganhar acesso à canções. O álbum foi divulgada na íntegra em 13 de agosto.
A banda realizou performances "About A Girl" e "Summer Hair=Forever Young" no Vans Warped Tour. Liberando duas novas da banda, The Academy Is…t-shirts, uma das quais vem com um código para o download gratuito de uma versão acústica de "His Girl Friday".

## Faixas
1. "About a Girl"- 3:30
2. "Summer Hair = Forever Young"- 3:39
3. "His Girl Friday" - 3:41
4. "The Test" - 3:29
5. "Rumored Nights" - 3:45
6. "Automatic Eyes" - 3:26
7. "Crowded Room" - 3:07
8. "Coppertone" - 3:18
9. "After the Last Midtown Show" - 5:13
10. "Beware! Cougar!" - 3:38
11. "Paper Chase" - 3:30
12. "One More Weekend" - 3:43

### Faixas Bônus
- "Every Burden Has A Version * - 4:08
- "Sodium * - 3:46
- "About A Girl (versão acústica)* - 3:22
  - "His Girl Friday (versão acústica)** - 3:42

- iTunes Bonus Track *
  - Hot Topic Download **